# Emma Pijnenburg
Emma Pijnenburg (13 september 2004) is een voetbalspeelster uit Nieuw-Zeeland. Ze speelt als aanvaller voor Feyenoord.

## Carrière
Sinds het seizoen 2023/24 maakt Pijnenburg onderdeel uit van het team van Feyenoord.
Op 17 februari 2024 maakte Pijnenburg haar debuut voor Feyenoord in een KNVB Beker wedstrijd tegen ADO Den Haag. In de eerstvolgende wedstrijd in de Vrouwen Eredivisie thuis tegen Excelsior op 2 maart 2024, mocht Pijnenburg in de basis starten waarmee ze haar debuut maakte op het hoogste niveau in Nederland.
Op 30 maart 2024 maakte Pijnenburg in een thuiswedstrijd tegen Telstar haar eerste doelpunt in de Vrouwen Eredivisie. De doorbraak van Pijnenburg werd op 9 mei 2024 beloond door haar een contract aan te bieden. Hierdoor ligt Pijnenburg tot 30 juni 2026 vast bij Feyenoord.

## Statistieken
| Seizoen | Club      | Competitie | Competitie | Competitie | Beker | Beker | Overig | Overig | Totaal | Totaal |
| Seizoen | Club      | Competitie | Wed.       | Dlp.       | Wed.  | Dlp.  | Wed.   | Dlp.   | Wed.   | Dlp.   |
| ------- | --------- | ---------- | ---------- | ---------- | ----- | ----- | ------ | ------ | ------ | ------ |
| 2023/24 | Feyenoord | Eredivisie | 6          | 1          | 3     | 0     | 0      | 0      | 9      | 1      |
| Totaal  | Totaal    | Totaal     | 6          | 1          | 3     | 0     | 0      | 0      | 9      | 1      |

Bijgewerkt t/m 9 mei 2024.
1 Weimar ·
2 Waldus ·
4 Verspaget ·
5 Obispo ·
6 Brandau ·
7 Teulings ·
8 Pijnenburg ·
9 Koopman ·
10 Van de Westeringh ·
11 Henry ·
14 De Graaf ·
15 Koga ·
16 Van Eijk ·
17 Van der Sluijs ·
18 Heij ·
19 Haesakkers ·
20 Szymczak ·
21 Van Bentem ·
23 Itamura ·
24 Baptiste ·
25 Van de Lavoir ·
26 De Paus ·
27 DellaPeruta ·
28 Hulswit ·
33 Van Kerkhoven ·
42 Buabadi ·
Coach: Torny
Assistent-coach: Pieters
Assistent-coach: Tjaden
Keeperstrainer: Van der Kaaij